# 우에쓰지 유미
우에쓰지 유미(일본어: 上辻 佑実, 1987년 11월 30일 ~ )는 일본의 여자 축구 선수이다.

## 국가대표팀 경력
그녀는 2012년 4월 5일 브라질과의 경기에서 일본 국가대표팀에 데뷔했다. 2015년 EAFF 여자 동아시안컵에도 출전했다. 그녀는 2015년까지 국제 A매치 통산 4경기에 출전했다.

## 통계
| 일본 | 일본 | 일본 |
| 연도 | 출전 | 득점 |
| ---- | ---- | ---- |
| 2012 | 1    | 0    |
| 2013 | 0    | 0    |
| 2014 | 0    | 0    |
| 2015 | 3    | 0    |
| 통산 | 4    | 0    |